# 河口湖猿まわし劇場
河口湖猿まわし劇場（かわぐちこさるまわしげきじょう）は、山梨県南都留郡富士河口湖町にある観光施設。周防猿まわしの会が運営する猿まわし専用の劇場である。1996年オープンした。年中無休。
熊本県南阿蘇村に姉妹劇場の阿蘇猿まわし劇場がある。

## 所在地
山梨県南都留郡富士河口湖町河口2719－8。